# 復興巴陵橋暨巴陵一、二號隧道
復興巴陵橋暨巴陵一、二號隧道是位於臺灣桃園市復興區的交通設施，巴陵橋於1964年5月動工，1966年6月竣工。巴陵一、二號隧道則是當初為興建巴陵橋所開鑿，巴陵二號隧道內，留有台灣日治時期開鑿之巴壟隧道遺跡。目前已列為桃園市文化資產。